# L'Impossible Amour (film, 1943)
Pour les articles homonymes, voir L'Impossible Amour.
Pour plus de détails, voir Fiche technique et Distribution.
L'Impossible Amour (Old Acquaintance) est un film américain réalisé par Vincent Sherman et sorti en 1943.

## Synopsis
La romancière Katherine (Kit) Marlowe revient dans sa ville natale à l'invitation de son amie d'enfance Millie Drake. Kit va pousser cette dernière à publier son propre livre, qui devient un best-seller. Devenue une autrice à succès, Millie ne se rend pas compte que son mari Preston se détache d'elle et tombe amoureux de Kit.

## Fiche technique
- Titre original : Old Acquaintance
- Titre français : L'Impossible Amour
- Réalisation : Vincent Sherman
- Scénario : John Van Druten, Lenore J. Coffee et Edmund Goulding d'après la pièce Old Acquaintance de John Van Druten
- Direction artistique : John Hughes
- Décors : Fred M. MacLean
- Costumes : Orry-Kelly
- Photographie : Sol Polito
- Montage : Terry O. Morse
- Musique : Franz Waxman
- Production : Henry Blanke et Jack Warner
- Société de production et de distribution : Warner Bros. Pictures
- Pays de production :  États-Unis
- Format : Noir et blanc - 35 mm - 1,37:1 - Son mono (RCA Sound System)
- Genre : Comédie dramatique
- Durée : 110 minutes
- Dates de sortie : 
  - États-Unis : 27 novembre 1943
  - France : 2 octobre 1946
- Affiche : Georges Dastor (France)

## Distribution
- Bette Davis : Katherine « Kit » Marlowe
- Miriam Hopkins : Mildred « Millie » Watson Drake
- Gig Young : Rudd Kendall
- John Loder : Preston Drake
- Dolores Moran : Deirdre Drake
- Phillip Reed : Lucian Grant
- Roscoe Karns : Charlie Archer
- Anne Revere : Belle Carter
- Esther Dale : Harriet

et parmi les acteurs non crédités :
- Jimmy Conlin : Frank
- Ann Doran : la vendeuse du magasin de musique
- Kathleen O'Malley : une étudiante